# Siep Posthumus
Sijbrandus Auke (Siep) Posthumus (ur. 29 kwietnia 1910 we Franeker, zm. 25 lutego 1987 w Nootdorp) – holenderski polityk i chemik, deputowany krajowy i europejski, sekretarz stanu.

## Życiorys
Pochodził z Fryzji, syn notariusza. Od 1928 do 1934 studiował chemię na Uniwersytecie Technicznym w Delfcie, następnie od 1935 do 1943 pozostawał asystentem w tamtejszej katedrze chemii nieorganicznej, zaś od 1944 do 1946 inżynierem w fabryce porcelany w Delft. Był także m.in. szefem komitetu konsultacyjnego ds. portów morskich.
W młodości działał w młodzieżówce liberalno-demokratycznej VDJO. Do 1946 członek Wolnomyślicielskiej Ligi Demokratycznej, wstąpił następnie do powstałej z jej przekształcenia Partię Pracy. Zasiadał w radzie miejskiej Delft (1946–1953) i Rotterdamu (1953–1955); z drugiego stanowiska zrezygnował, gdy prowadził samochód pod wpływem alkoholu i wdał się w kłótnię z policjantem. W latach 1946–1965 i 1967–1971 pozostawał deputowanym Tweede Kamer, był oddelegowany do Parlamentu Europejskiego (1958–1965, 1968–1971) oraz Zgromadzenia Międzyparlamentarnego Beneluksu. Od maja 1965 do listopada 1966 pozostawał sekretarzem stanu ds. frachtu, transportu międzynarodowego i energii w resorcie transportu, prac publicznych i zarządzania zasobami wodnymi.

## Odznaczenia
Odznaczony m.in. Orderem Lwa Niderlandzkiego III klasy (1963), Komandor Orderem Oranje Nassau III klasy (1966).